# Wiesław Tarnowski
Wiesław Tarnowski (ur. 17 stycznia 1961) – polski lekarz chirurg, nauczyciel akademicki, profesor nauk medycznych.

## Życiorys
W 1985 ukończył studia medyczne na kierunku lekarskim w Akademii Medycznej w Warszawie. Specjalista w zakresie chirurgii ogólnej (I stopień – w 1988, II stopień – w 1991).
Stopień doktora nauk medycznych uzyskał w 1991 w Centrum Medycznym Kształcenia Podyplomowego w Warszawie na podstawie pracy pt. Badania nad wpływem pH i osmolarności płynu płuczącego na florę bakteryjną jamy otrzewnej w rozlanym zapaleniu otrzewnej. W 2003 w tej samej uczelni uzyskał stopień doktora habilitowanego na podstawie pracy pt. Obiektywna ocena skuteczności leczenia chirurgicznego zarzucania żołądkowo-przełykowego. W 2013 otrzymał tytuł naukowy profesora.
Kierownik Kliniki Chirurgii Ogólnej, Onkologicznej i Przewodu Pokarmowego oraz Zastępca Dyrektora ds. Klinicznych w Samodzielnym Publicznym Szpitalu Klinicznym im. prof. W. Orłowskiego Centrum Medycznego Kształcenia Podyplomowego.
Główne kierunki jego zainteresowań to chirurgia onkologiczna, chirurgia otyłości i cukrzycy typu 2, chirurgiczne leczenie nieswoistych chorób zapalnych jelit (choroby Crohna i wrzodziejącego zapalenia jelita grubego), przepuklin rozworu przełykowego przepony, proktologia. Uznawany za autorytet w dziedzinie operacji wykonywanych metodami laparoskopowymi.
Jest członkiem towarzystw naukowych, w tym m.in. Towarzystwa Chirurgów Polskich (prezes) i Polskiego Towarzystwa Gastroenterologii i Polskiego Towarzystwa Urologicznego.
Autor i współautor ponad 160 publikacji naukowych.

## Odznaczenia
- Krzyż Kawalerski Orderu Odrodzenia Polski (2017)[9]
- Złoty Krzyż Zasługi[10]